# My Love, My Life
My Love, My Life è una compilation pubblicata nel 1996  della cantante svedese ex ABBA Agnetha Fältskog. La raccolta prende il nome dal brano omonimo del 1976 del gruppo svedese. Composta da due dischi, la compilation contiene tutti i suoi successi in lingua svedese, più una selezione di alcuni suoi brani in inglese, tra i quali troviamo anche alcune canzoni degli ABBA preferite dalla cantante, come My Love, My Life e The Winner Takes It All. La maggior parte dei successi di Agnetha Fältskog in inglese sarebbe stata inserita nella successiva raccolta, That's Me, del 1998.

## Lista tracce

### Disco 1
1. Introduktion – 4:59
2. Jag var så kär (da Agnetha Fältskog, 1968) – 3:19
3. Utan dej, mitt liv går vidare (da Agnetha Fältskog, 1968) – 2:49
4. Sonny Boy (singolo in tedesco, 1968) – 2:36
5. Allting har förändrat sig (da Agnetha Fältskog, 1968) – 3:13
6. En gång fanns bara vi två (da Agnetha Fältskog vol. 2, 1969) – 2:40
7. Så här börjar Kärlek (da Som jag är, 1970) – 2:35
8. Om tårar vore guld (da Som jag är, 1970) – 3:30
9. En sång och en saga (da Som jag är, 1970) – 3:41
10. Jag ska göra allt (da Som jag är, 1970) – 3:49
11. Tänk va' skönt (da Som jag är, 1970) – 3:22
12. Många gånger än (da När en vacker tanke blir en sång, 1971) – 3:39
13. Tågen kan gå igen (da När en vacker tanke blir en sång, 1971) – 3:05
14. Jag ska inte fälla några tårar (da När en vacker tanke blir en sång, 1971) – 2:02
15. Dröm är dröm och saga saga (da När en vacker tanke blir en sång, 1971) – 3:28
16. Kanske var min kind lite het (da När en vacker tanke blir en sång, 1971) – 3:10
17. Vart skall min kärlek föra? (dalla versione svedese del musical Jesus Christ Superstar, brano incluso in Agnetha Fältskogs bästa, 1973 e Tio år med Agnetha, 1979) – 3:21
18. Så glad som dina ögon (da Agnetha Fältskogs bästa, 1973 e Tio år med Agnetha, 1979) – 3:01
19. Tio mil kvar till Korpilombolo (lato B del singolo Så glad som dina ögon, 1972) – 2:59

### Disco 2
1. En sång om sorg och glädje (da Agnetha Fältskogs bästa, 1973 e Tio år med Agnetha, 1979) – 3:49
2. SOS (versione in svedese, da Elva kvinnor i ett hus, 1975) – 3:21
3. Dom har glömt (da Elva kvinnor i ett hus, 1975) – 3:43
4. Visa i åttonde månaden (da Elva kvinnor i ett hus, 1975) – 3:56
5. Tack för en underbar vanlig dag (da Elva kvinnor i ett hus, 1975) – 2:40
6. När du tar mej i din famn (da Tio år med Agnetha, 1979) – 4:09
7. Disillusion (da Ring Ring degli ABBA, 1973) – 3:06
8. My Love, My Life (da Arrival degli ABBA, 1976) – 3:53
9. The Winner Takes It All (da Super Trouper degli ABBA, 1980) – 4:55
10. Never Again (feat. Tomas Ledin) (singolo, 1982) – 3:55
11. The Day Before You Came (da The Singles: The First Ten Years degli ABBA, 1982) – 5:46
12. Wrap Your Arms Around Me (da Wrap Your Arms Around Me, 1983) – 5:15
13. It's So Nice to Be Rich (singolo, 1983) – 3:14
14. I Won't Let You Go (da Eyes of a Woman, 1985) – 3:40
15. The Way You Are (feat. Ola Håkansson) (singolo, 1986) – 4:11
16. Let It Shine (da I Stand Alone, 1987) – 3:56
17. Nu tändas tusen juleljus (feat. Linda Ulvaeus) (da Nu tändas tusen juleljus, 1981) – 2:38
18. På söndag (feat. Christian Ulvaeus) (da Kom följ med i vår karusell, 1987) – 2:31

### Disco bonus
Il disco bonus è stato disponibile per un breve periodo solamente in Svezia.
1. När jag var fem (da Som jag är, 1970) – 3:09
2. Hjärtats saga (da Som jag är, 1970) – 2:18
3. Sov gott min lilla vän (da Som jag är, 1970) – 2:44
4. Ta det bara med ro (da Som jag är, 1970) – 2:10
5. Då finns du hos mig (da När en vacker tanke blir en sång, 1971) – 2:30
6. Kungens vaktparad (da När en vacker tanke blir en sång, 1971) – 2:40
7. Nya ord (da När en vacker tanke blir en sång, 1971) – 2:13
8. Sången föder dig tillbaka (da När en vacker tanke blir en sång, 1971) – 3:13
9. En egen trädgård (da Elva kvinnor i ett hus, 1975) – 2:35
10. Doktorn! (da Elva kvinnor i ett hus, 1975) – 2:51
11. Och han väntar på mig (da Elva kvinnor i ett hus, 1975) – 3:03
12. I Wasn't The One (da I Stand Alone, 1987) – 4:10
13. Någonting händer med mig (feat. Jörgen Edman) (singolo, incluso nell'album Agnetha Fältskog, 1968) – 2:38
14. Mössens julafton (feat. Linda Ulvaeus) (da Nu tändas tusen juleljus, 1981) – 2:25
15. Tre vita råttor (feat. Christian Ulvaeus) (da Kom följ med i vår karusell, 1987) – 2:46

## Classifiche settimanali
| Classifica (1996) | Posizione massima |
| ----------------- | ----------------- |
| Svezia            | 21                |